# Conus nybakkeni
Espèce
Conus nybakkeni est une espèce de mollusques gastéropodes marins de la famille des Conidae.
Comme toutes les espèces du genre Conus, ces escargots sont prédateurs et venimeux. Ils sont capables de « piquer » les humains et doivent donc être manipulés avec précaution, voire pas du tout.

## Taxonomie

### Publication originale
L'espèce Conus nybakkeni a été décrite pour la première fois en 2012 par les malacologistes Manuel Jimenez Tenorio (d), John Keith Tucker et Henry William Chaney dans « A conchological iconography »,.

### Synonymes
- Conus (Dauciconus) nybakkeni (Tenorio, J. K. Tucker & Chaney, 2012) · appellation alternative
- Gradiconus nybakkeni Tenorio, J. K. Tucker & Chaney, 2012 · non accepté